# Hékanmè
Hékanmè ist eine Stadt und ein Arrondissement im Departement Atlantique in Benin. Es ist eine Verwaltungseinheit, die der Gerichtsbarkeit der Kommune Zè untersteht.

## Demografie und Verwaltung
Gemäß der Volkszählung 2013 des beninischen Statistikamtes INSAE hatte das Arrondissement 11248 Einwohner, davon waren 5400 männlich und 5848 weiblich.
Von den 101 Dörfern und Quartieren der Kommune Zè entfallen zehn auf Hékanmè:
1. Agbata
2. Akpalihonou
3. Awokpa
4. Gbozounmè
5. Hèkanmè
6. Houédota
7. Houédota-Djoko
8. Houéhounta
9. Mangassa
10. Togoudo